# 雄島灯台
雄島灯台（おしまとうだい）は、福井県坂井市三国町にある雄島に立つ白亜塔型の小型灯台。

## 歴史
- 1954年（昭和29年）1月26日 初点灯
- 1980年（昭和55年）3月7日 LC型灯器新替
- 1995年（平成7年）3月2日 LC管制器2型に変更
- 2010年（平成22年）高光度LED灯器に変更、合わせて電源を太陽電池化[1]

## 交通
- JR西日本 北陸本線 福井駅からえちぜん鉄道三国芦原線「三国駅」下車、京福バス永平寺東尋坊線にて約15分、「安島」下車。徒歩15分。

- 北陸自動車道 金津ICから約40分

## 周辺情報

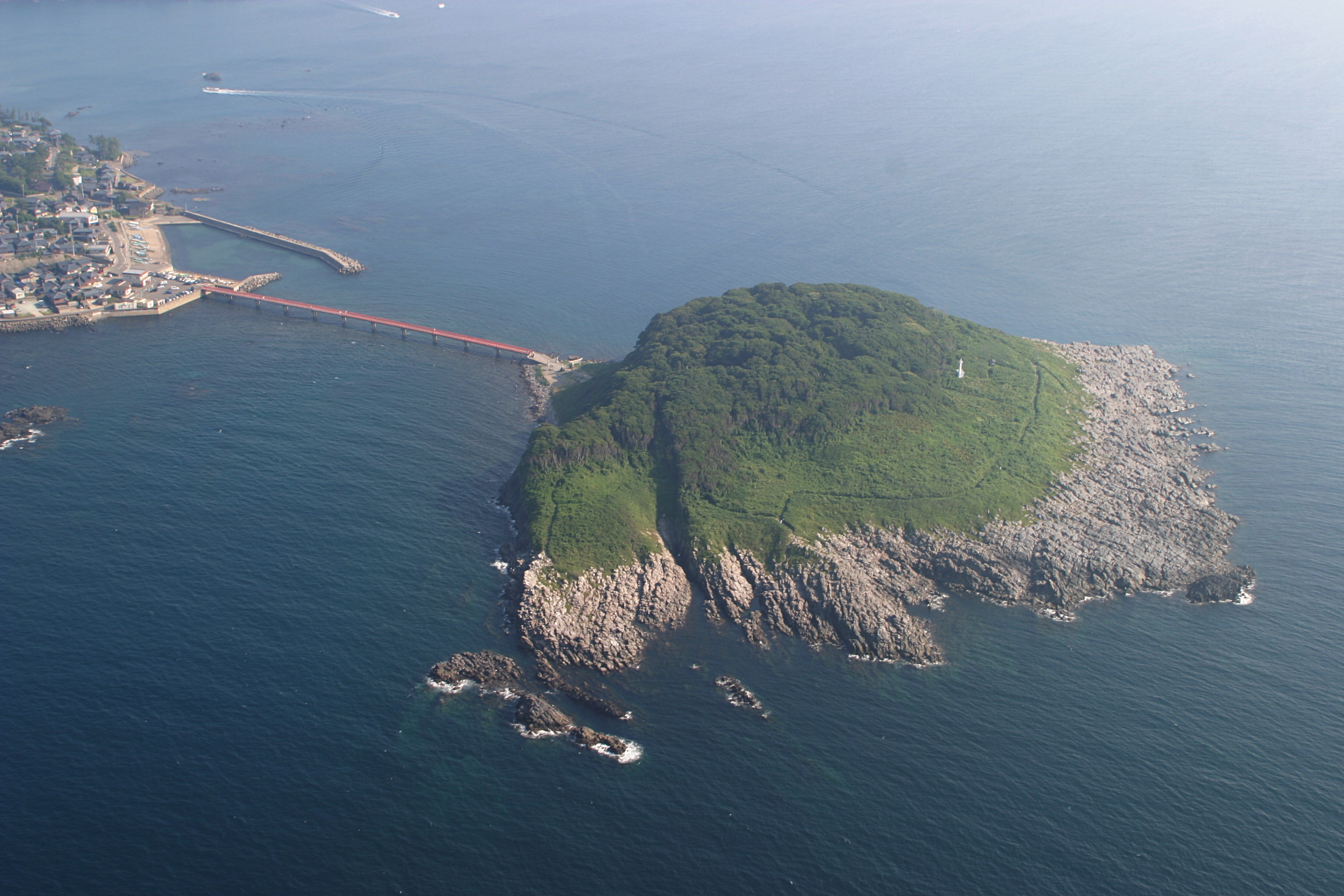
雄島全景

- 雄島
- 東尋坊